# Conicochyta olivacea
Stenoloba olivacea là một loài bướm đêm trong họ Noctuidae.

## Hình ảnh

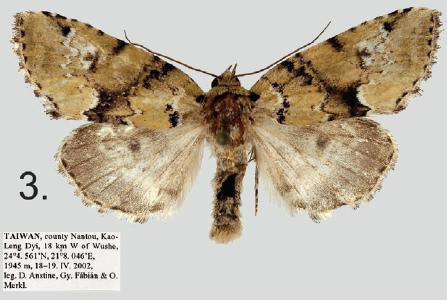